# Turík
Turík és un poble i municipi d'Eslovàquia que es troba a la regió de Žilina, al centre-nord del país.

## Demografia
| Godina             | 1994 | 2004   | 2014   | 2024    |
| ------------------ | ---- | ------ | ------ | ------- |
| Nombre de persones | 204  | 218    | 232    | 300     |
| Diferència         |      | +6,86% | +6,42% | +29,31% |

| Godina             | 2023 | 2024   |
| ------------------ | ---- | ------ |
| Nombre de persones | 304  | 300    |
| Diferència         |      | −1,31% |